# Tasso di cambio effettivo
Il tasso di cambio effettivo, o tasso di cambio multilaterale, è un indice di competitività di prezzo di un'area economica rispetto ad un certo gruppo di aree economiche concorrenti. 
Esso mira a rappresentare l'evoluzione dei prezzi nell'area relativamente ai prezzi nelle aree concorrenti.
Può essere calcolato nella versione nominale o nella versione reale. Il tasso di cambio effettivo nominale, si costruisce come media ponderata dei tassi di cambio tra la valuta utilizzata nell'area e le valute utilizzate nelle aree concorrenti. Il tasso di cambio effettivo reale si costruisce aggiungendo alle informazioni sull'evoluzione dei tassi di cambio anche le informazioni sull'evoluzione dei prezzi nelle aree economiche considerate attraverso l'utilizzo di opportuni indici di prezzo (ad esempio indice dei prezzi al consumo).
I pesi utilizzati nella ponderazione della media si basano, di norma, sull'entità dei flussi di commercio verso le aree concorrenti in modo da dare maggiore importanza ai prezzi delle aree con le quali si ha un maggiore interscambio commerciale.
L'interpretazione dell'indice è che ad un incremento corrisponde una diminuzione della competitività di prezzo dell'area (ad esempio perché i prezzi interni sono aumentati mediamente di più rispetto ai prezzi delle aree concorrenti), mentre ad un decremento corrisponde un aumento di competitività dell'area.